# 80后 (电影)
《80'后》是由李芳芳执导的电影，于2010年6月25日在中国大陆上映。主演為黃宥明等人。該片主要反映80后的成長經歷。該電影在上映4天後票房達到近600萬。